# Crime Desk
Crime Desk is een Nederlands televisieprogramma van productiebedrijf Act of Crime dat wordt uitgezonden op RTL 5.

## Opzet
Vivienne van den Assem presenteert Crime Desk sinds 8 maart 2021, nadat Marieke Elsinga de presentatie niet meer kon combineren met haar andere werkzaamheden voor RTL en Qmusic. Iedere uitzending komen de vaste deskundigen John van den Heuvel en Mick van Wely aan het woord om aandacht te vragen voor een misdaadonderzoek of verslag uit te brengen van een voorval. Ook komt er een vertegenwoordiger van de politie aan het woord om een zaak toe te lichten en een oproep te doen om tips door te geven. Rechtbankverslaggeefster van De Telegraaf Saskia Belleman bespreekt in iedere uitzending een "rechtszaak van de week".
Ook andere medewerkers van RTL 5 met een duidelijke misdaadprofiel werken mee aan het programma, zoals Kees van der Spek, Ewout Genemans en Thijs Zeeman.